# Мітченко Юлія Віталіївна
Мі́тченко Ю́лія Віта́ліївна (нар. 25 вересня 1969 року, м. Уральськ, КРСР, СРСР) — художниця, графік. Член НСХУ (1995). Дочка Людмили та Віталія Мітченків.

## Біографічні дані
Народилася 25 вересня 1969 року, у м. Уральськ, КРСР.
У 1995 році закінчила Українську академію мистецтв у Києві. Її викладачами були Г. Галинська, А. Чебикін. 
Основна галузь — книжкова графіка. Співпрацює з київськими видавництвами «Веселка», «А-ба-ба-га-ла-ма-га», «Преса України», «Грамота».
У своїх роботах «творчо переосмислює світ квітів, дерев, добра і зла та перевтілює його на казковий».
Разом з О.Б. Богомазом та А.О. Кущик ілюструвала «Буквар» Вашуленка М. С. видавництва Освіта (2007, а також деякі попередні та наступні перевидання).

## Основні твори
За ЕСУ:
- «Ослина шкура» Ш. Перро (1995),
- «Їжачок та соловейко» (1999) та «Правдиві казки» (2010) Ю. Ярмиша,
- «Біле ведмежатко» В. Близнюка (2009),
- «Маленький принц» А. де Сент-Екзюпері (2015).[1]

## Нагороди
- Лауреат 1-го республіканського конкурсу графіки ім. Г. Якутовича (Київ, 1995).[1]